# Mémorial Pegasus
Le Mémorial Pegasus est un musée qui retrace les actions de la 6e division britannique aéroporté lors du débarquement allié du 6 juin 1944. il est situé sur la commune française de Ranville (Calvados), à proximité du cimetière militaire britannique de Ranville.

## Faits historiques

Insigne de la 6e division aéroportée

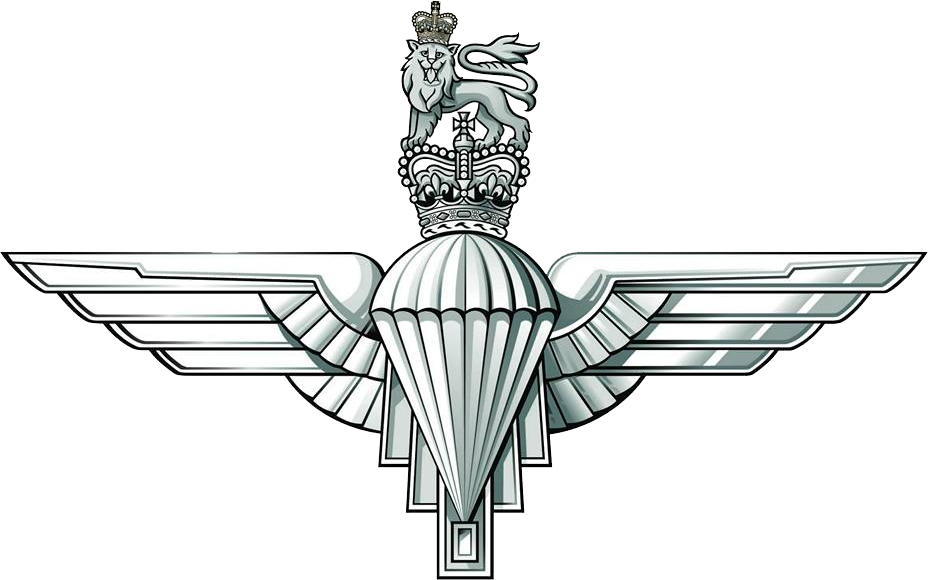
Logo du Régiment parachutiste

Dans la nuit du 5 au 6 juin 1944, les 12 500 hommes de la 6e division britannique aéroportée (6e Airborne) commandée par le général Richard Gale, ont pour mission de sécuriser la zone située entre l'Orne et la Dives. Cette opération qui a pour nom Tonga, va ainsi préparer le débarquement des 25 000 hommes de la 3e division d'infanterie britannique sur la plage de Sword, plus précisément sur les communes d'Hermanville-sur-Mer de Colleville-Montgomery à partir de 7 h 25 du matin. La 6e Airborne est composée de deux brigades parachutistes, et de troupes aéroportées qui  vont se poser sur la terre française à l'aide de 348 planeurs Horsa et Hamilcar de grande capacité.
A 0h15, les parachutistes de la 22e compagnie indépendante de parachutistes, sont les premiers de tout le débarquement à se poser, et placent des balises pour faciliter l'arrivée des soldats qui suivent.
Juste après, les six planeurs Horsa de la compagnie du major John Howard (appartenant au 2e bataillon du Oxford and Buckinghamshire Light Infantry Regiment de la 6e brigade aéroportée) se posent à côté du pont sur le canal de l'Orne de Bénouville, qui est rapidement pris ainsi que le pont tournant sur l'Orne à Ranville. C'est l'opération Deadstick.
A 3 h, le village de Ranville est libéré par les hommes du 13e bataillon parachutiste de la 5e brigade parachutiste, et devient ainsi le 1er village libéré de France.
La batterie allemande de Merville est prise non sans difficultés par un effectif très réduit du 9e bataillon parachutiste de la 3e brigade parachutiste, emmenés par le lieutenant-colonel Otway.
Puis c'est la 3e brigade parachutiste du général James Hill avec ses trois bataillons parachutistes (les 8e et 9e bataillons parachutiste britanniques et le 1er bataillon parachutiste canadien) qui détruisent les ponts sur la Dives et la Divette des communes de Varaville, Robehomme, Bures-sur-Dives et Troarn.
La jonction avec les hommes débarqués sur la plage de Sword se fait à Bénouville à 12h00. Ces derniers sont emmenés par la 1re brigade spéciale de Lord Lovat au son de la cornemuse de Bill Millin.
Ces combats et ceux qui ont suivi dans le secteur sur les deux mois suivants ont fait de très nombreuses victimes dont plus de 2 500 reposent dans le cimetière militaire britannique de Ranville à 2 km du musée.
Le pont de Bénouville a été rebaptisé Pegasus Bridge le 26 juin 1944, en hommage à la 6e Airborne dont l'insigne est le cheval ailé Pégase.

## Histoire du musée

### Musée Pegasus Bridge (1974-1997)
Le 6 juin 1944, le café Gondrée situé à 20 mètres de Pegasus Bridge, est avec la maison qui lui fait face sur la route, la 1re maison libérée de France. Il est tenu par Georges et Thérèse  Gondrée, qui ont renseigné les Alliés avant le débarquement sur les activités des Allemands dans le secteur. Au débarquement, ce café sert d'hôpital de fortune pour les nombreux blessés. Après la guerre, il devient un lieu de pèlerinage pour tous les anciens combattants de la 6e Airborne. Ces derniers font don aux époux Gondrée de nombreux objets et documents liés au débarquement.
À la suite du décès de Georges Gondrée en 1969, sa fille la plus jeune Françoise Gondrée crée l'association Aspeg (Association pour la Sauvegarde de Pegasus Bridge) afin de gérer le patrimoine historique confié à ses parents. Le musée Pegasus Bridge est ainsi créé sur la commune de Bénouville, et inauguré le 6 juin 1974. Il y abrite la collection des objets des époux Gondrée, et est géré par le Comité du Débarquement présidé par Raymond Triboulet. Le terrain sur lequel a été construit le musée sur la commune de Bénouville est loué à la famille Gondrée et jouxte le Café Gondrée.
En 1997, à la fin du bail du terrain, le musée ferme ses portes.

### Mémorial Pegasus (depuis 2000)
Un nouveau musée est construit et géré par le Comité du Débarquement, sous l'impulsion notamment de l'amiral Christian Brac de la Perrière (président du Comité du Débarquement de 1999 à 2015). Il prend le nom de Mémorial Pegasus et est situé sur la commune de Ranville, en aval et de l'autre côté du pont de Pegasus Bridge. Il abrite entre autres les collections de l'ancien musée. Un litige juridique existe entre l'Aspeg et les exploitants actuels du nouveau musée, au sujet de la propriété et les droits d'exploitation des collections exposées,,.
Il est inauguré le 4 juin 2000 par le prince Charles d'Angleterre. Il présente dès son ouverture le véritable Pegasus Bridge du 6 juin 1944, qui a été remplacé en 1994 par un nouveau pont, qui a de fortes similitudes avec l'ancien.
En juin 2004, le prince Charles inaugure la réplique grandeur nature d'un planeur Horsa.
En juin 2009, un ensemble de six monuments est réalisé, chaque monument comportant les noms de chacun des occupants des six planeurs Horsa de la compagnie du major Howard, qui s'empara de Pegasus Bridge.

## Visite / Collections
Le musée est constitué d'un bâtiment dont la forme n'est pas sans rappeler celle des planeurs à la fois côté entrée et côté cour, ainsi que d'un parc dans lequel sont présentés les objets de grande dimension. La durée de la visite est d'environ 1 h 30 min.

### Bâtiment
On y trouve une très riche collection d'objets et de documents chargés d'histoire, qui retracent l'opération Tonga de sa préparation à son accomplissement : des lettres, des photos, des armes, des uniformes (dont celui du général Richard Gale), des parachutes, des maquettes des ponts, du matériel de communication, du matériel de soins, une jeep, etc ...sans oublier la célèbre cornemuse de Bill Millin.
Une salle de cinéma centrale présente un film autour d'une carte des opérations. Un panneau est consacré au cimetière militaire britannique de Ranville.

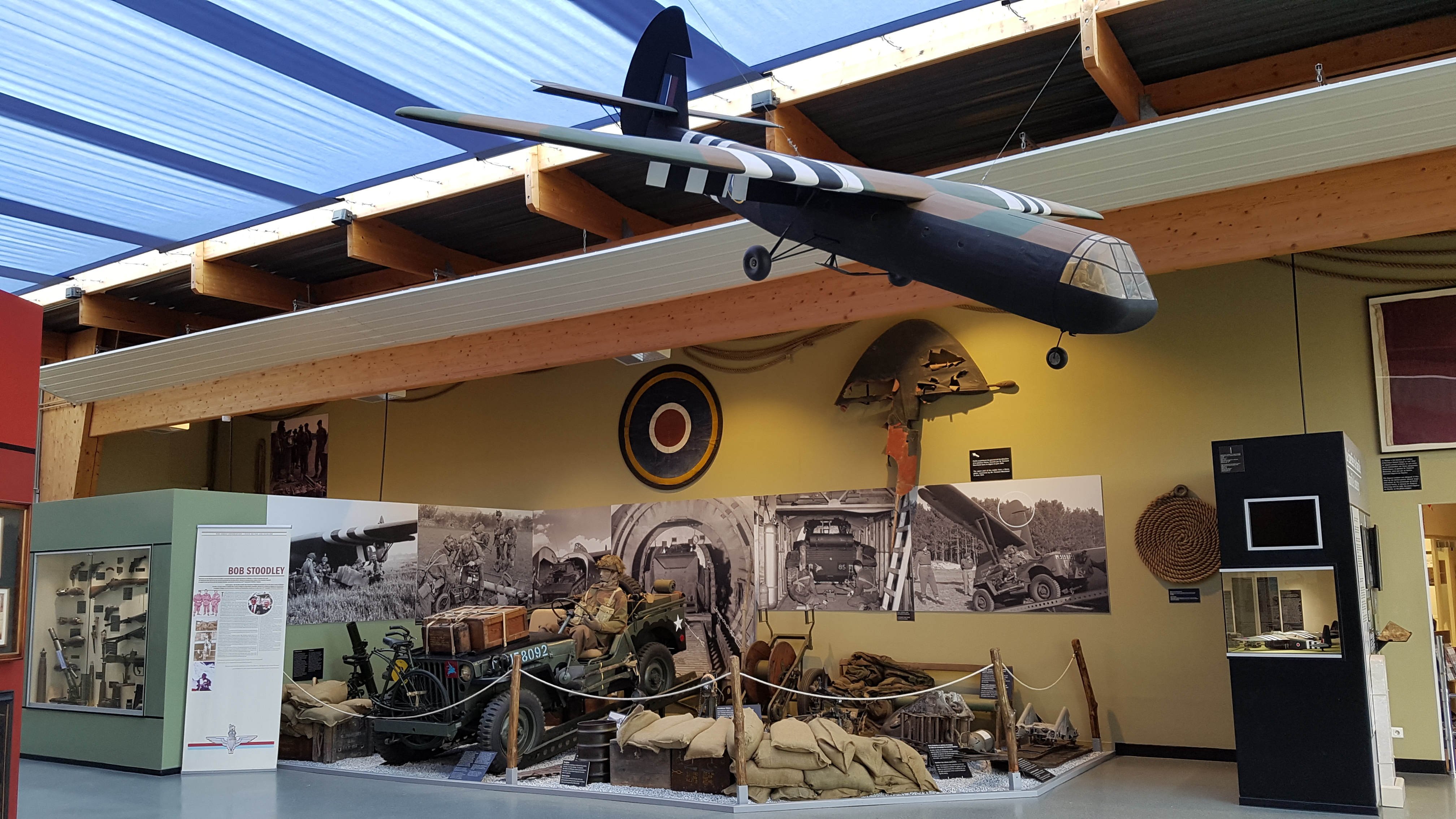
intérieur du musée
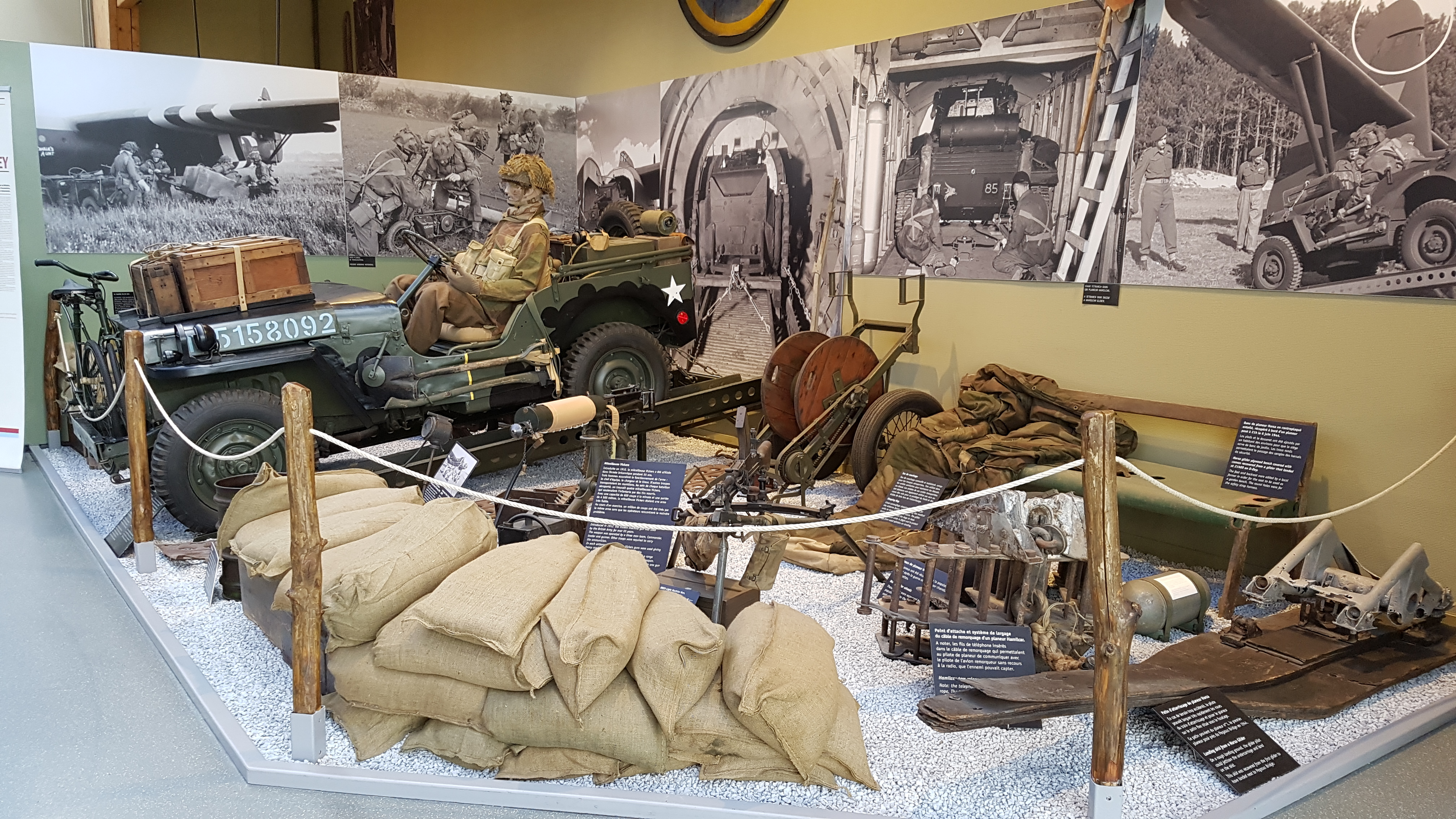
jeep
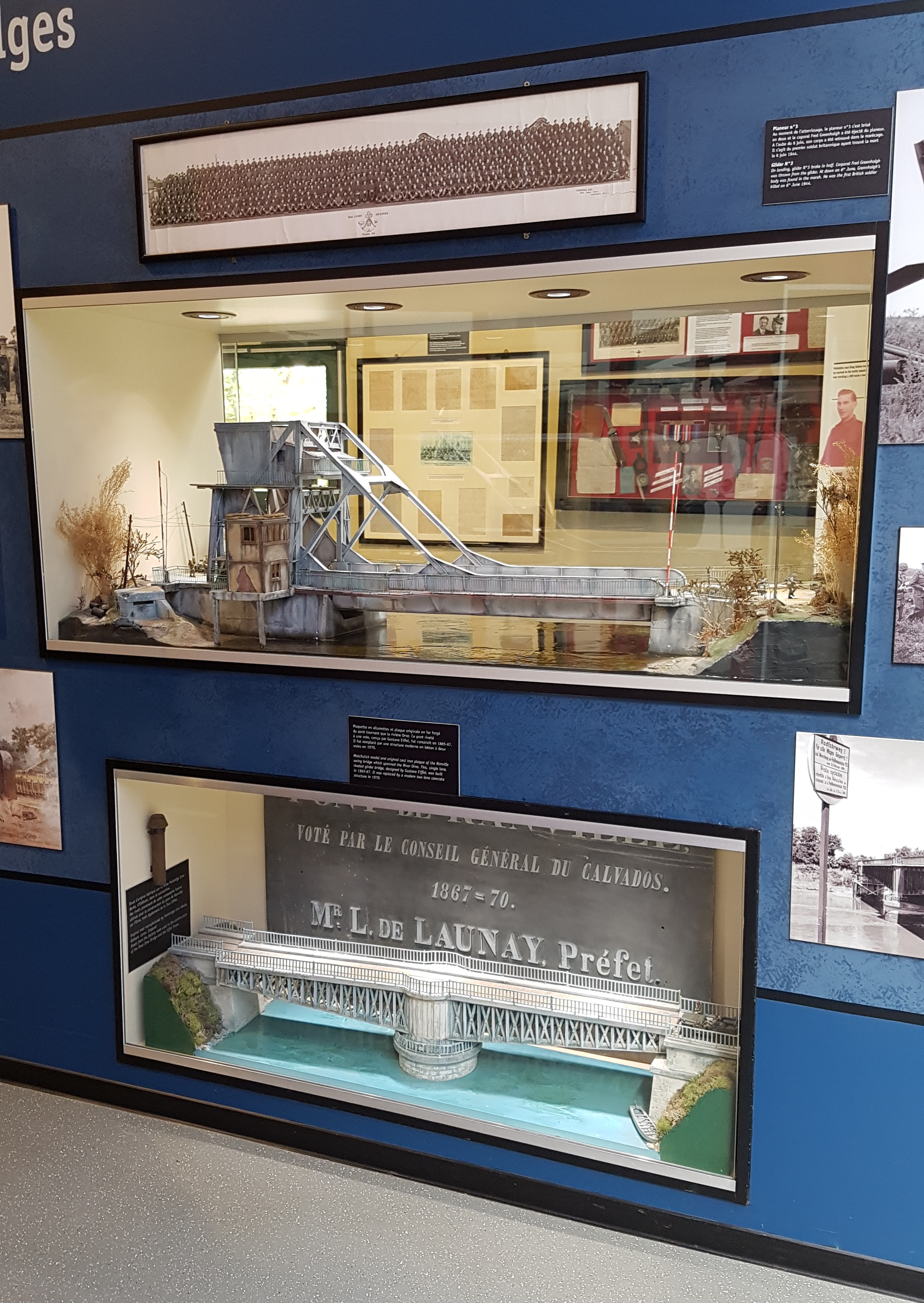
maquettes du Pegasus Bridge et du pont tournant sur l'Orne
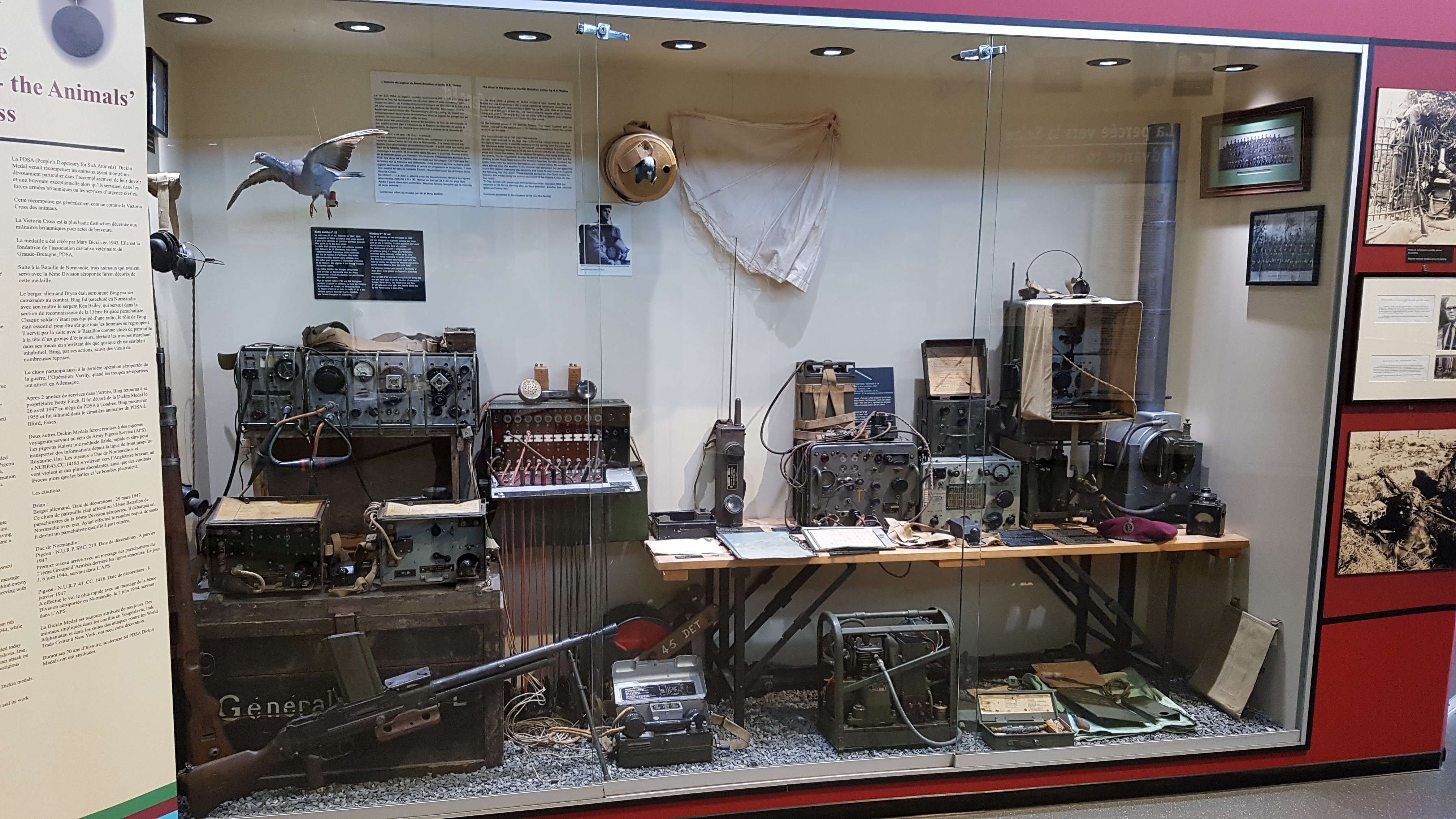
moyens de communication
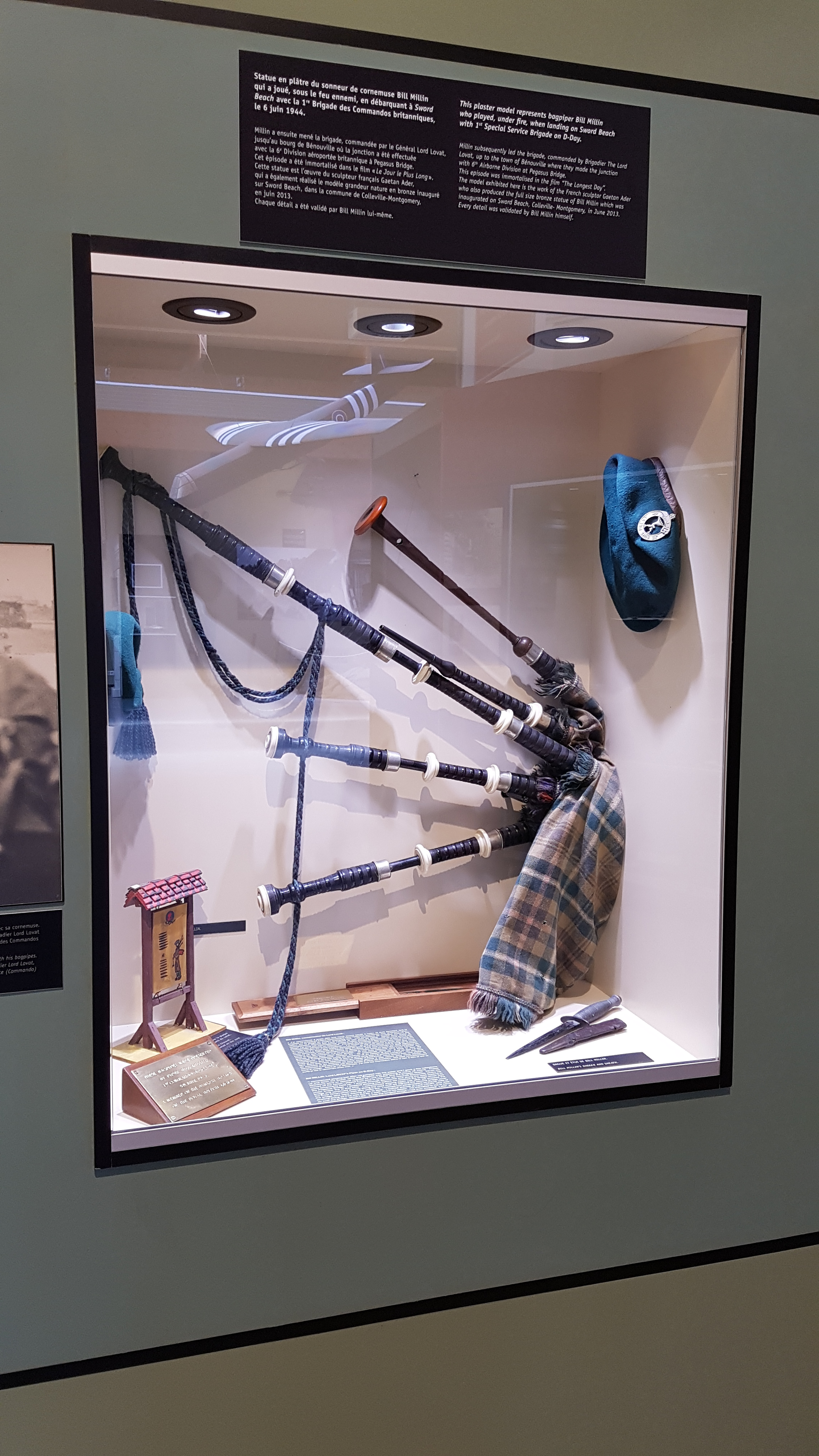
cornemuse de Bill Millin
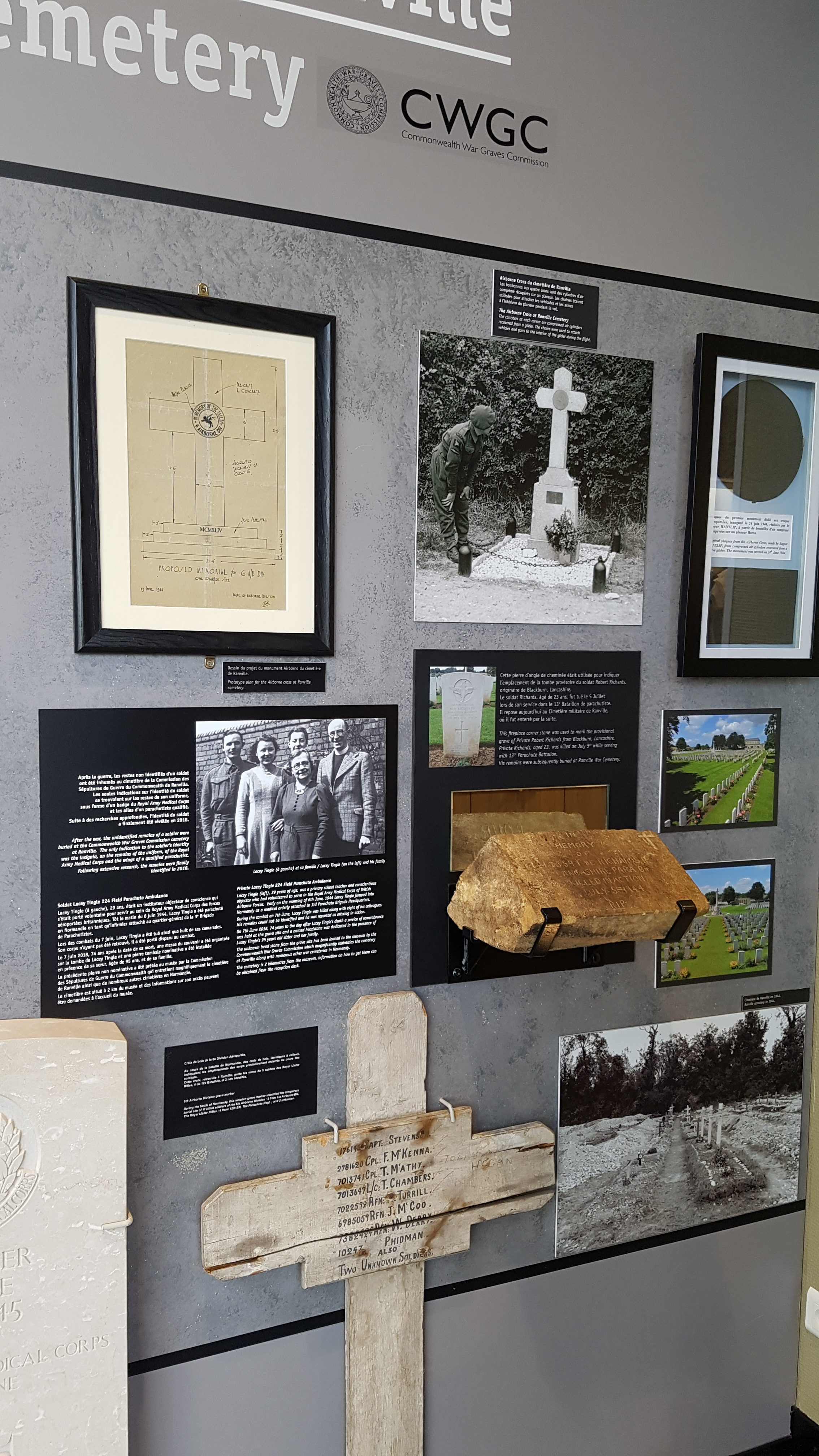
vitrine dédiée au cimetière militaire britannique de Ranville

### Parc
On y trouve :
- le véritable Pegasus Bridge du 6 juin 1944, mis hors service en 1994, et qui présente des impacts de balles.
- un pont Bailey (installé sur la Dives jusqu'en 2001) identique aux nombreux ponts qui furent utilisés par les Alliés notamment pour franchir l'Orne, son canal ou la Dives en remplacement des ponts détruits
- un char Centaur IV de la 5e batterie indépendante des blindés de Marine royale, qui débarqua le 6 juin sur la plage de Sword (juste après le premier bataillon de fantassin) où il fut immobilisé
- un Half-track
- la réplique grandeur nature d'un planeur Horsa
- les vestiges d'un véritable planeur Horsa
- des canons anti-aériens (Bofors) et anti-chars
- six stèles en l'honneur de la compagnie du Major Howard (une pour chacun des six planeurs)
- une  statue du général James Hill

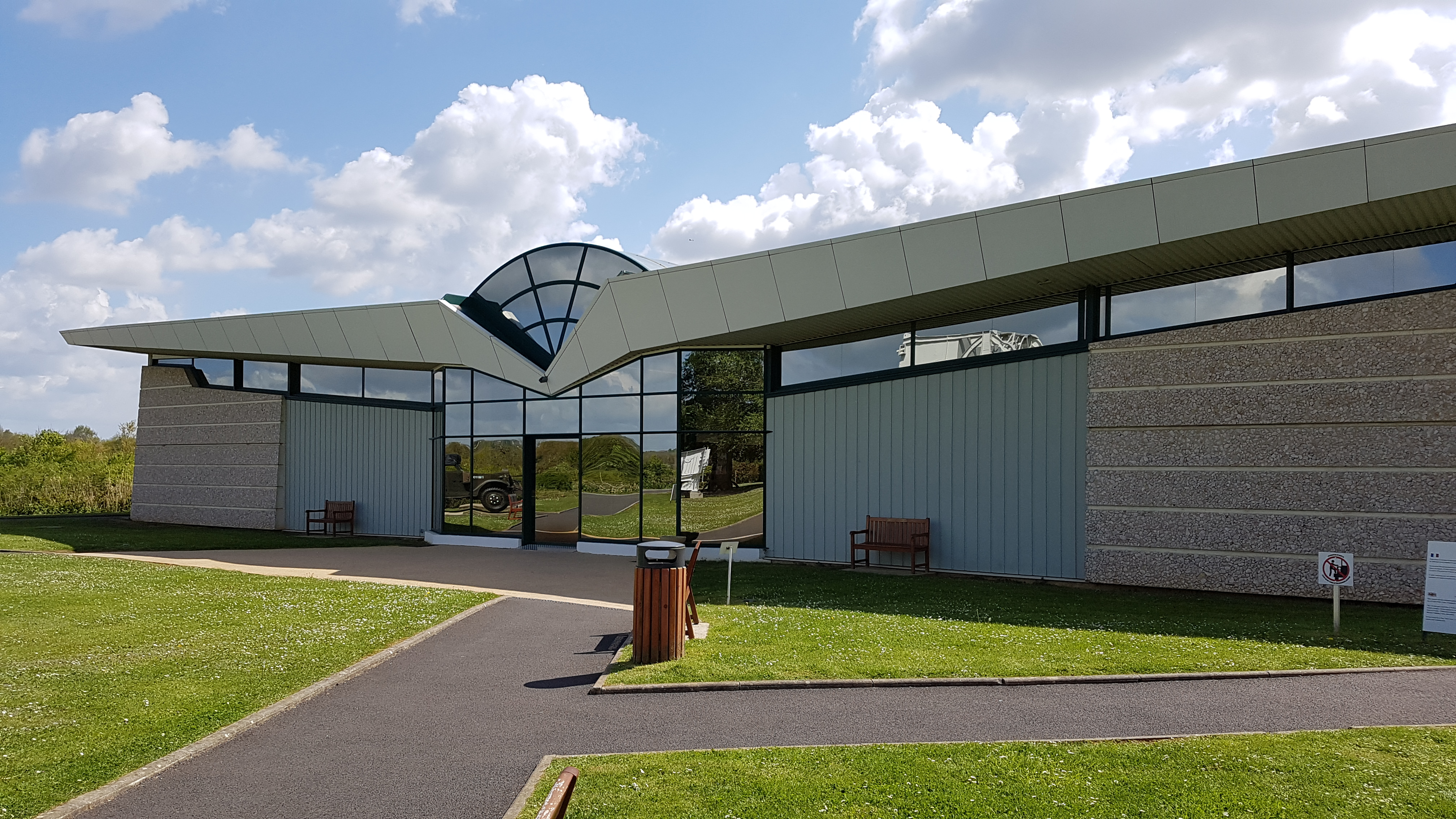
bâtiment vu du parc
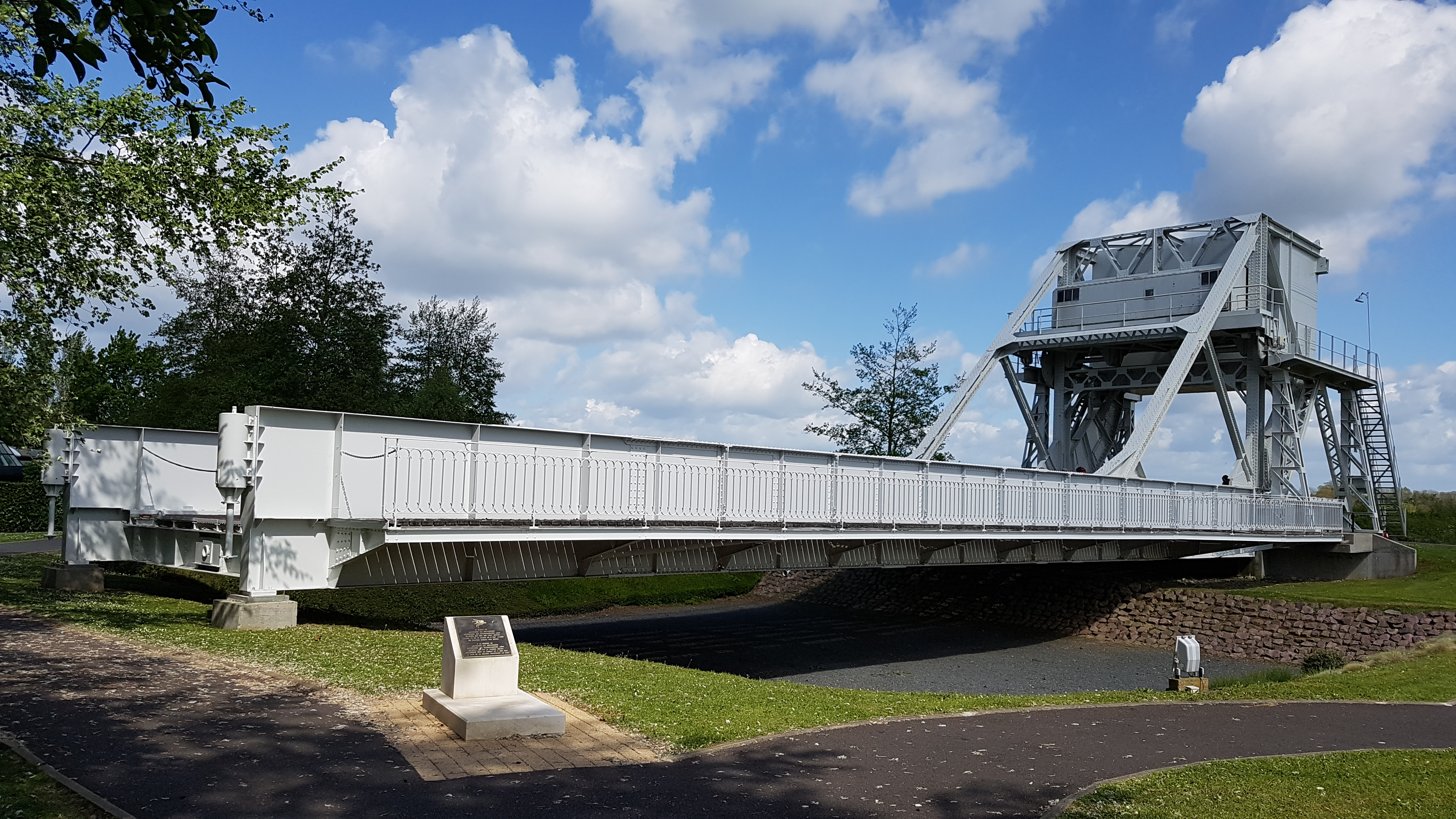
Pont Pegasus Bridge
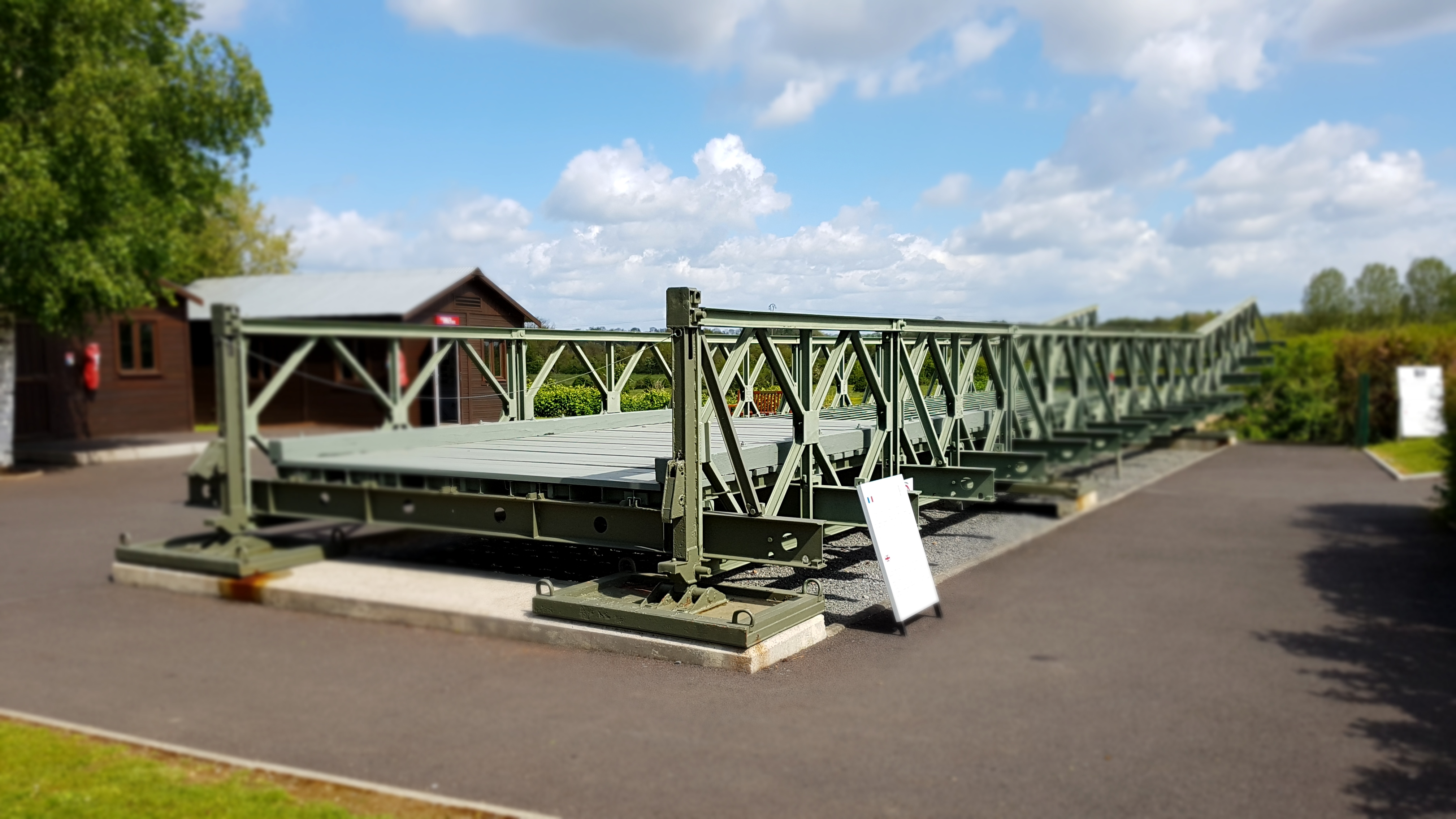
pont Bailey
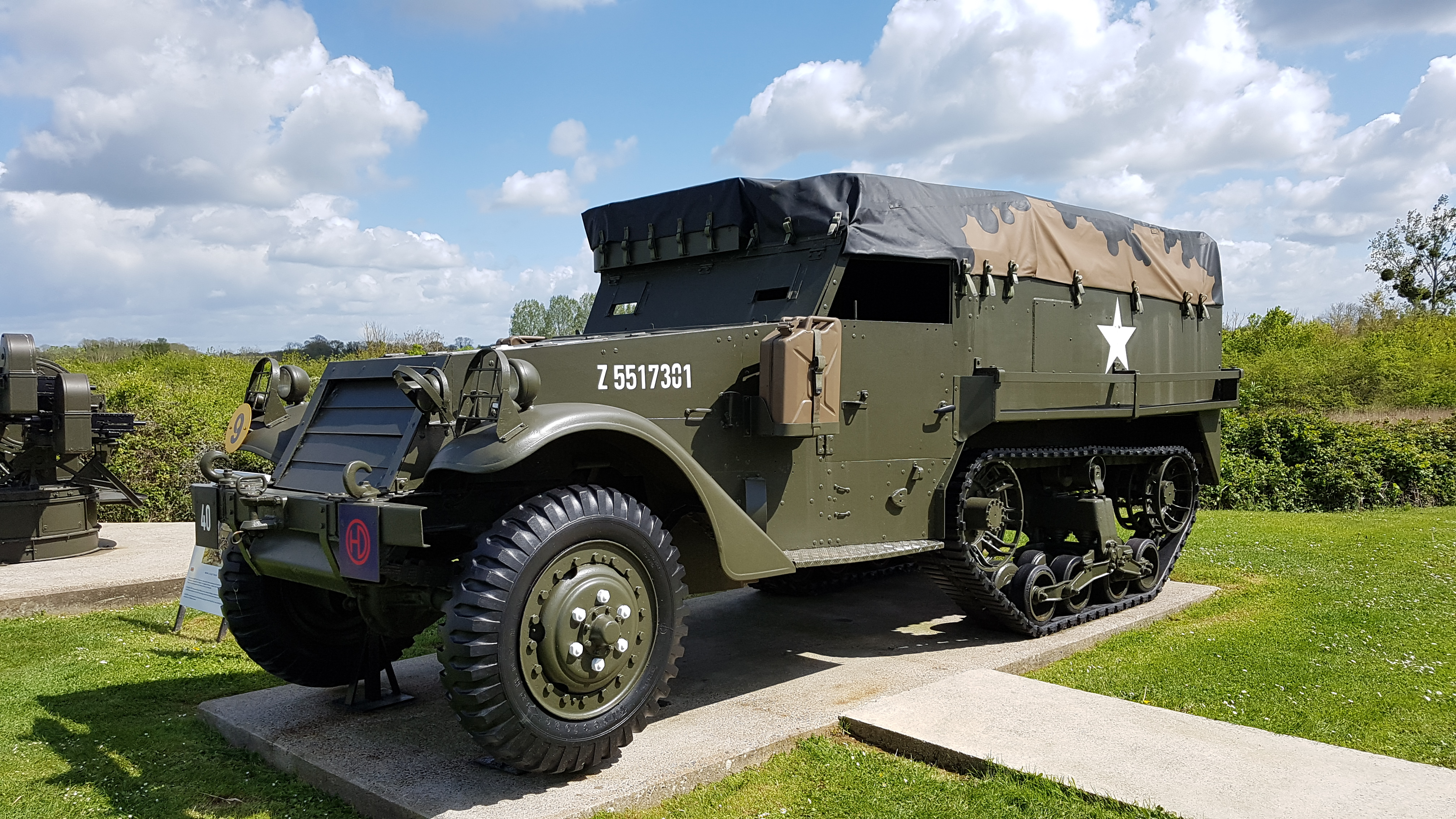
half-track
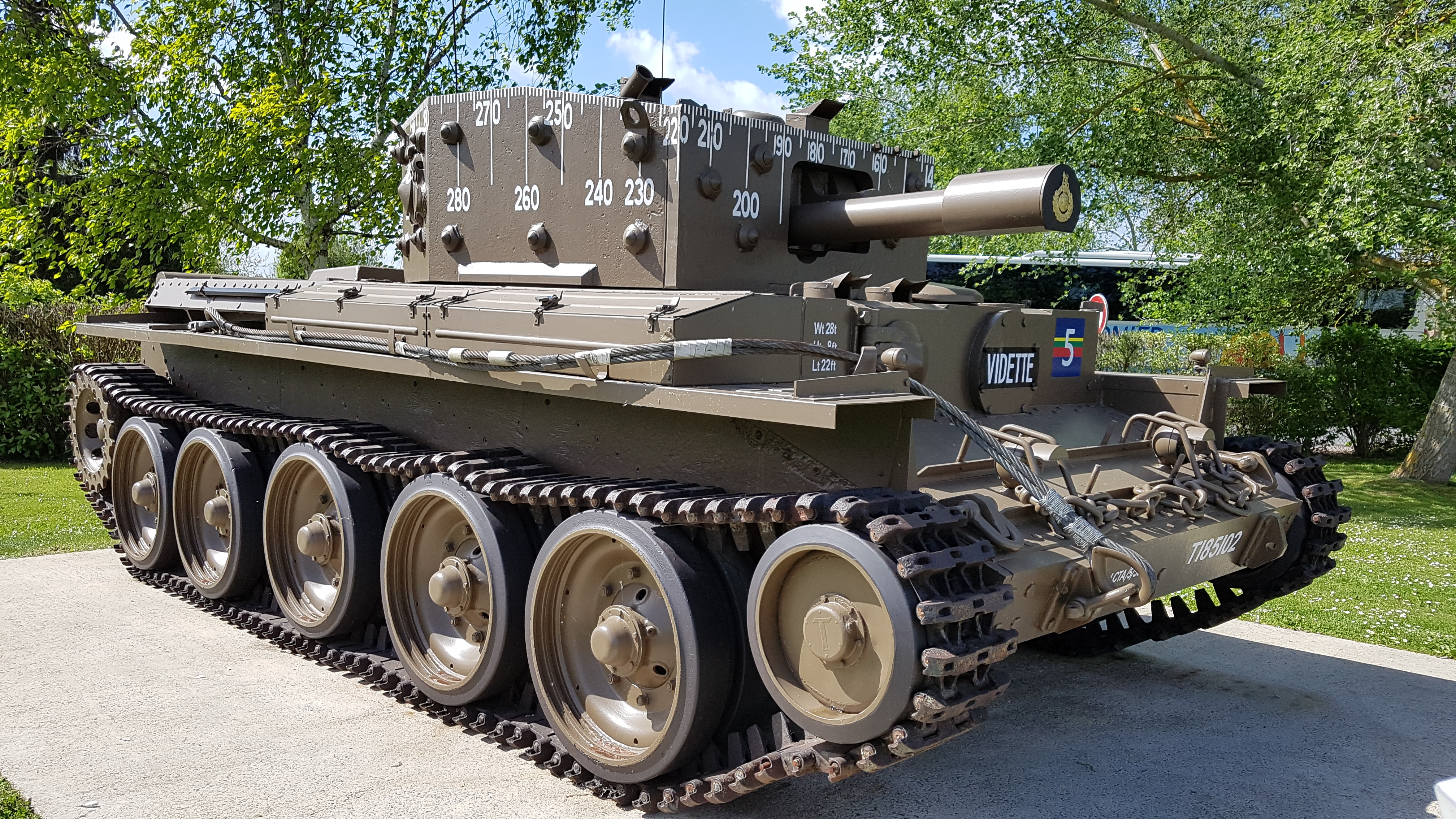
char Centaur IV

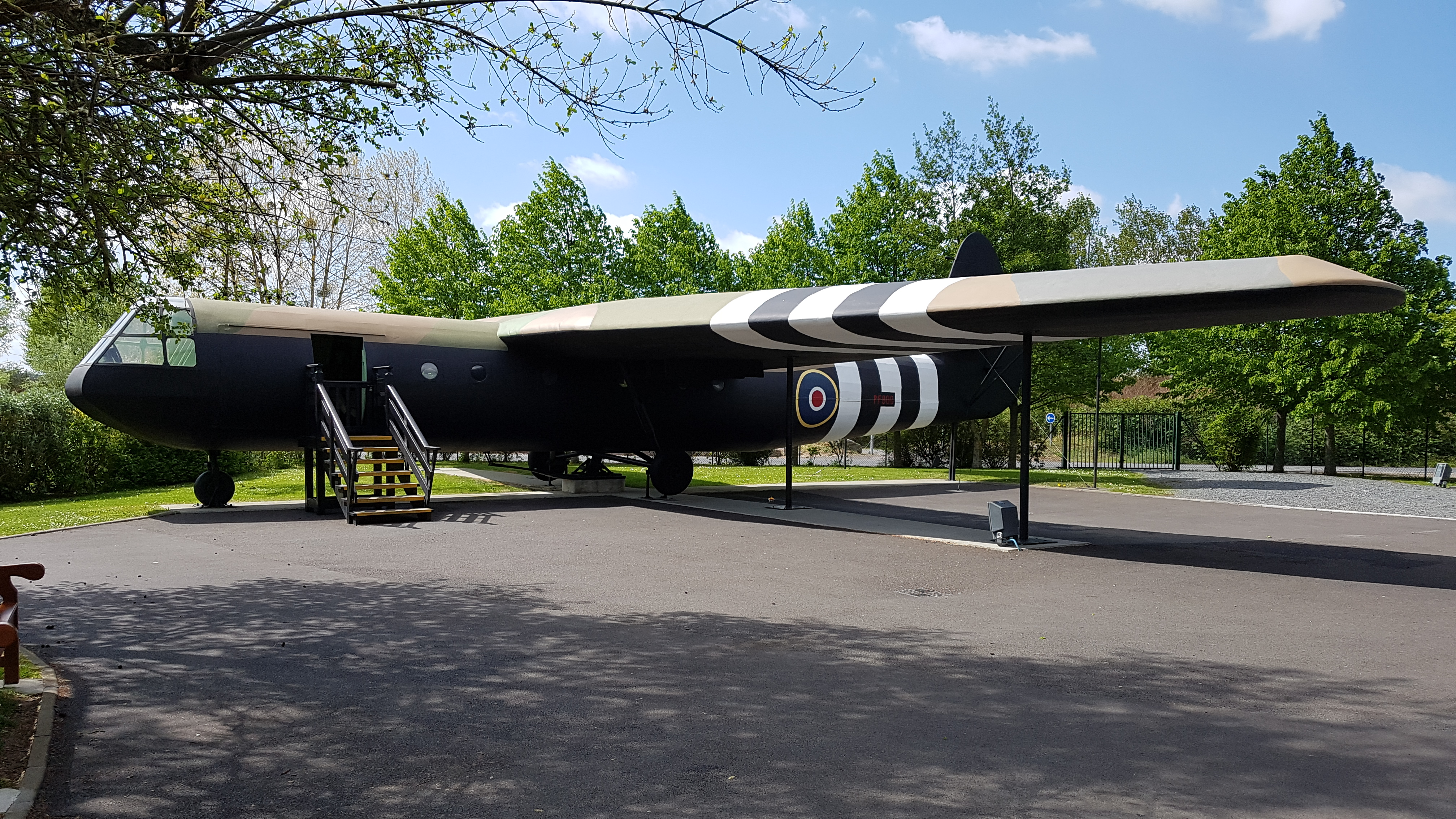
réplique de planeur Horsa
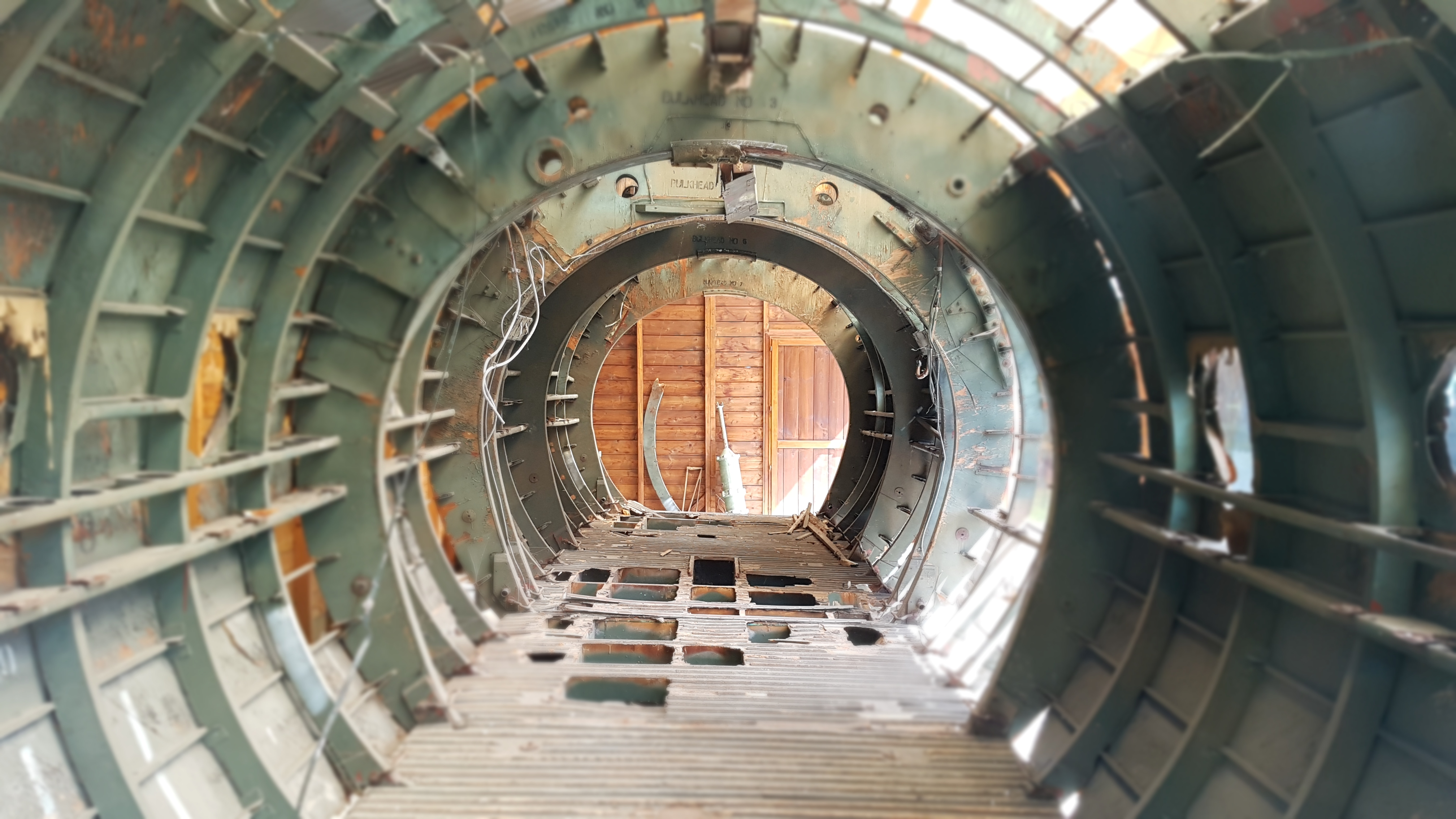
intérieur d'un vestige de planeur Horsa
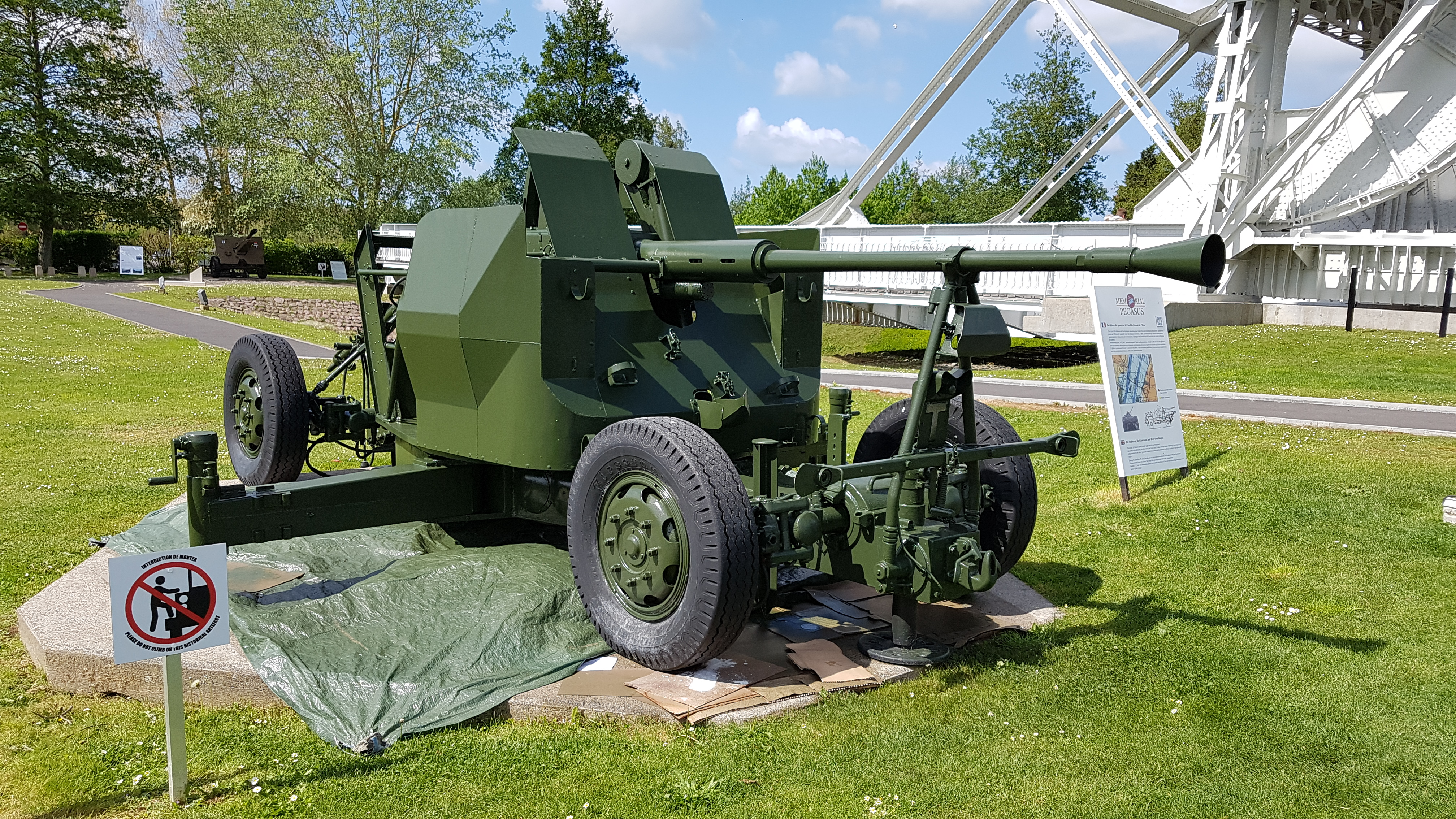
canon anti-aérien Bofors de 40 mm
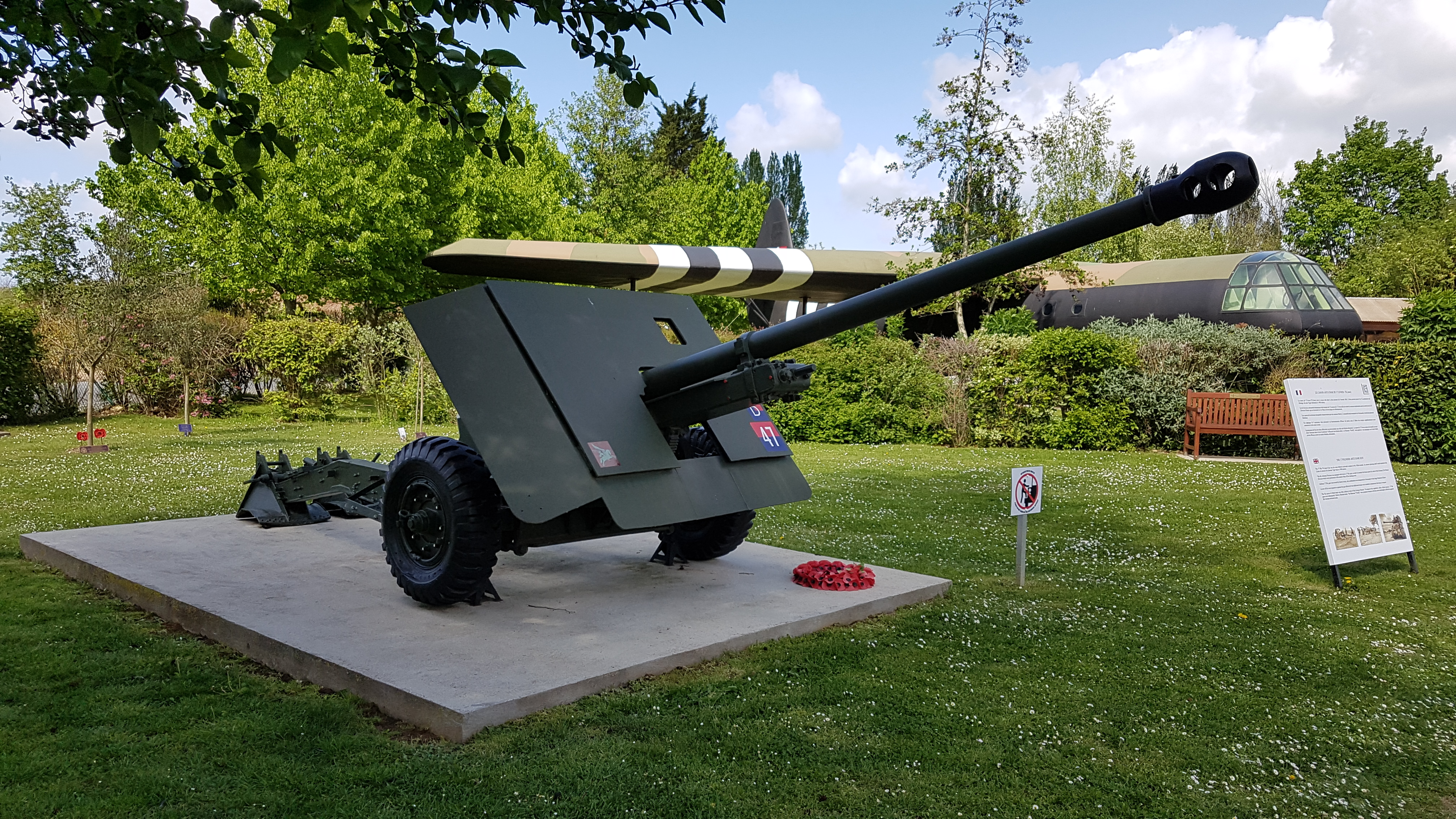
canon anti-char de 17 livres
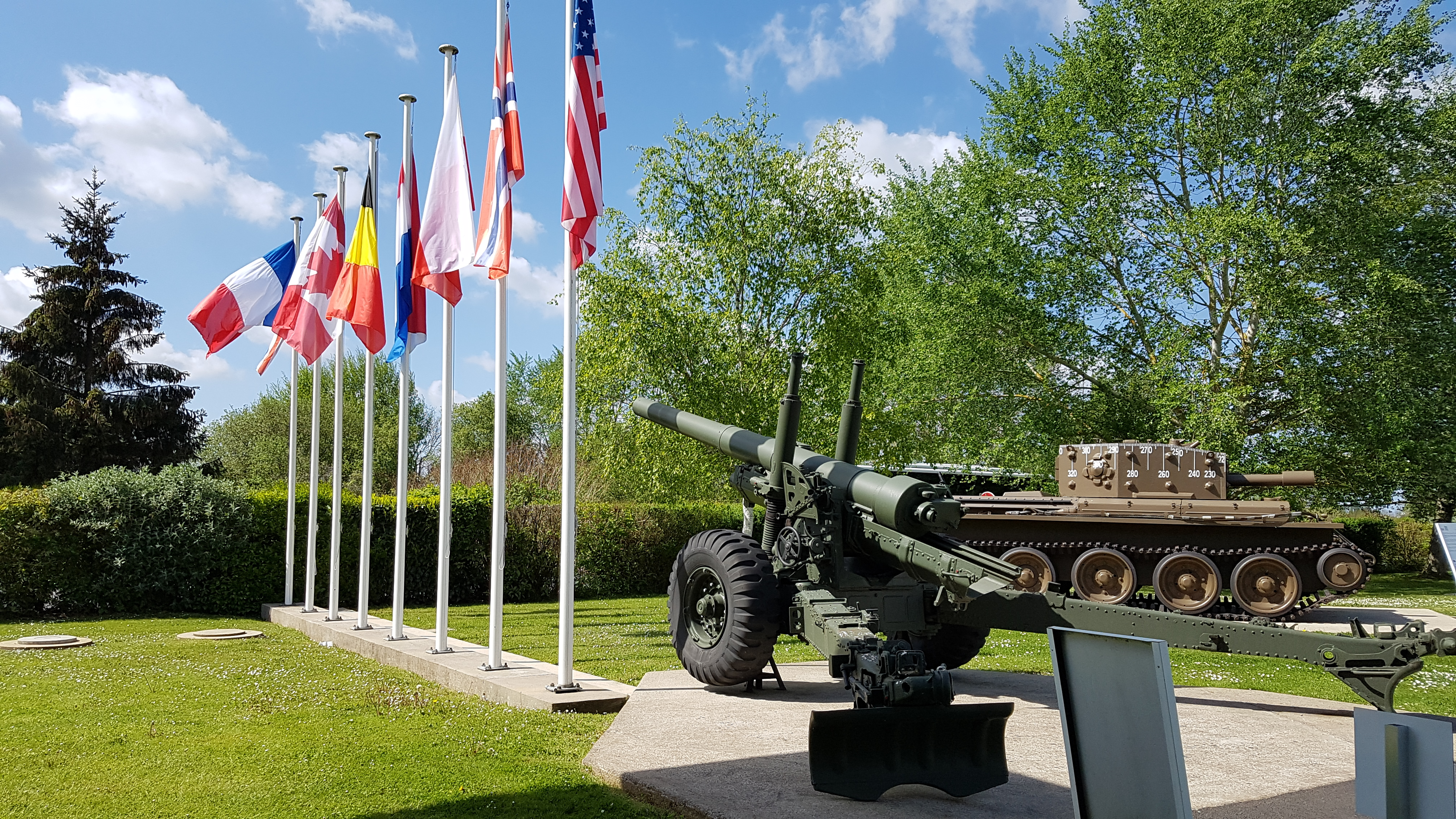
canon de 150 mm

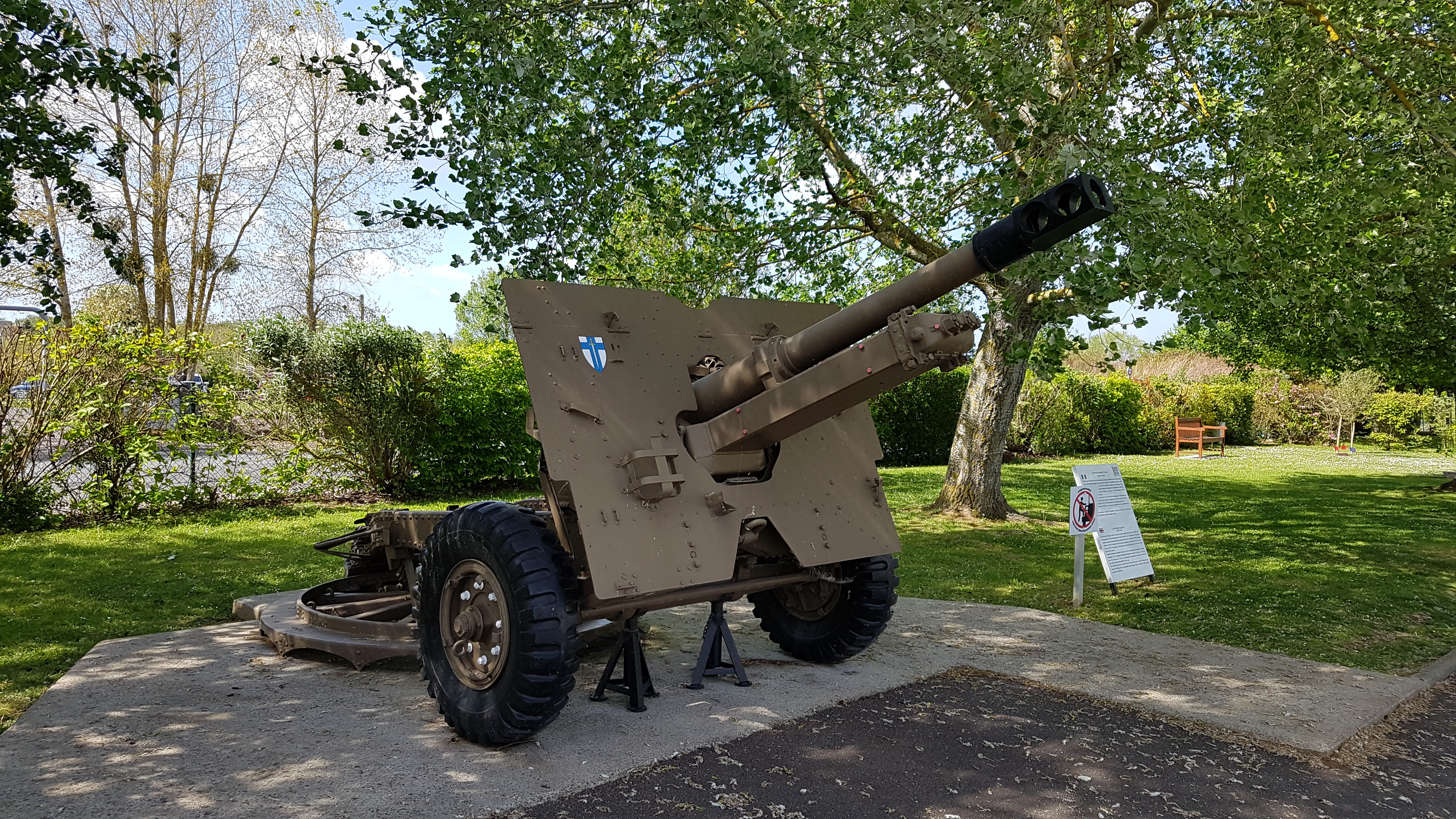
canon de campagne de 25 livres
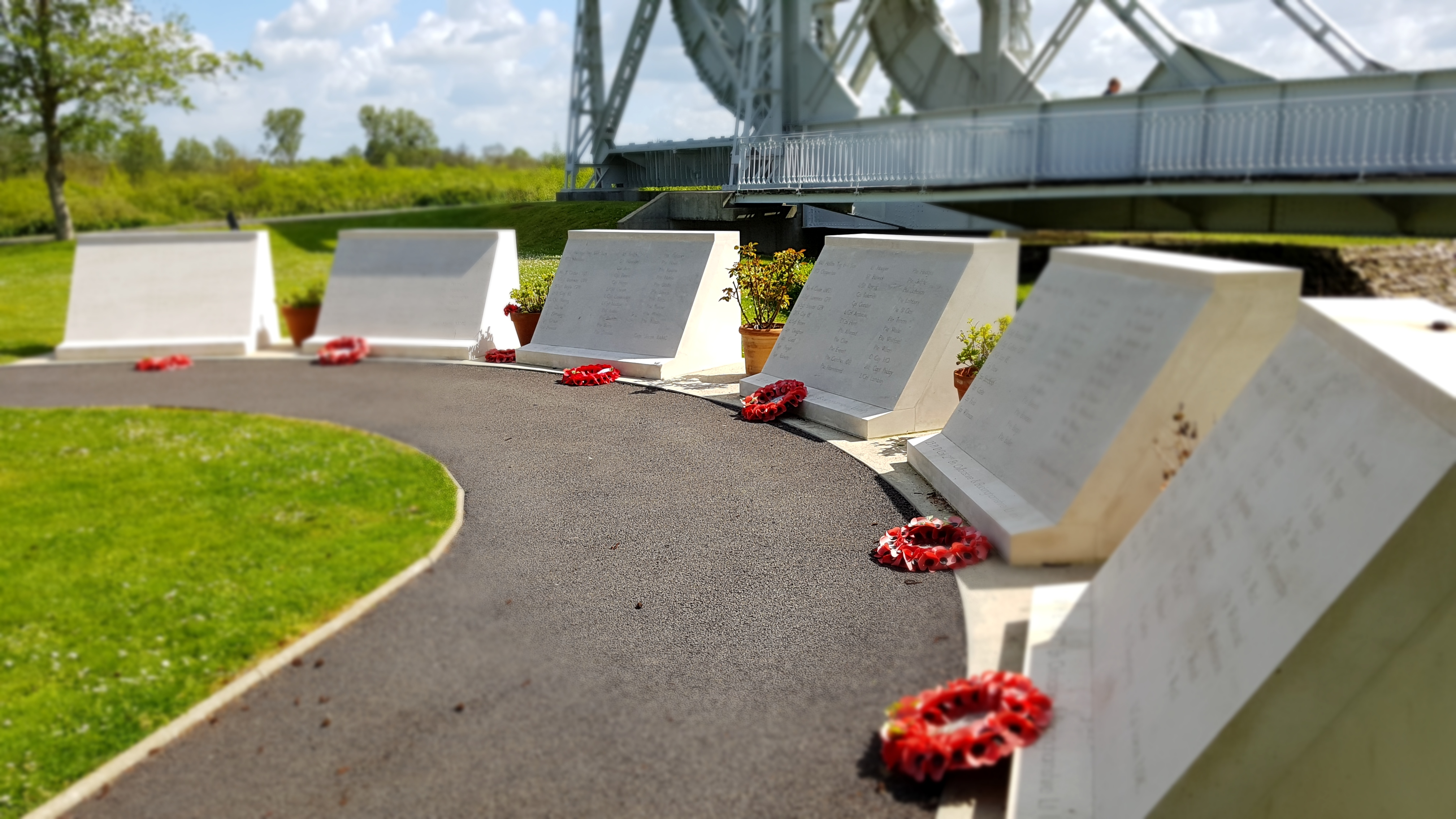
stèles en l'honneur des hommes de la compagnie du Major Howard
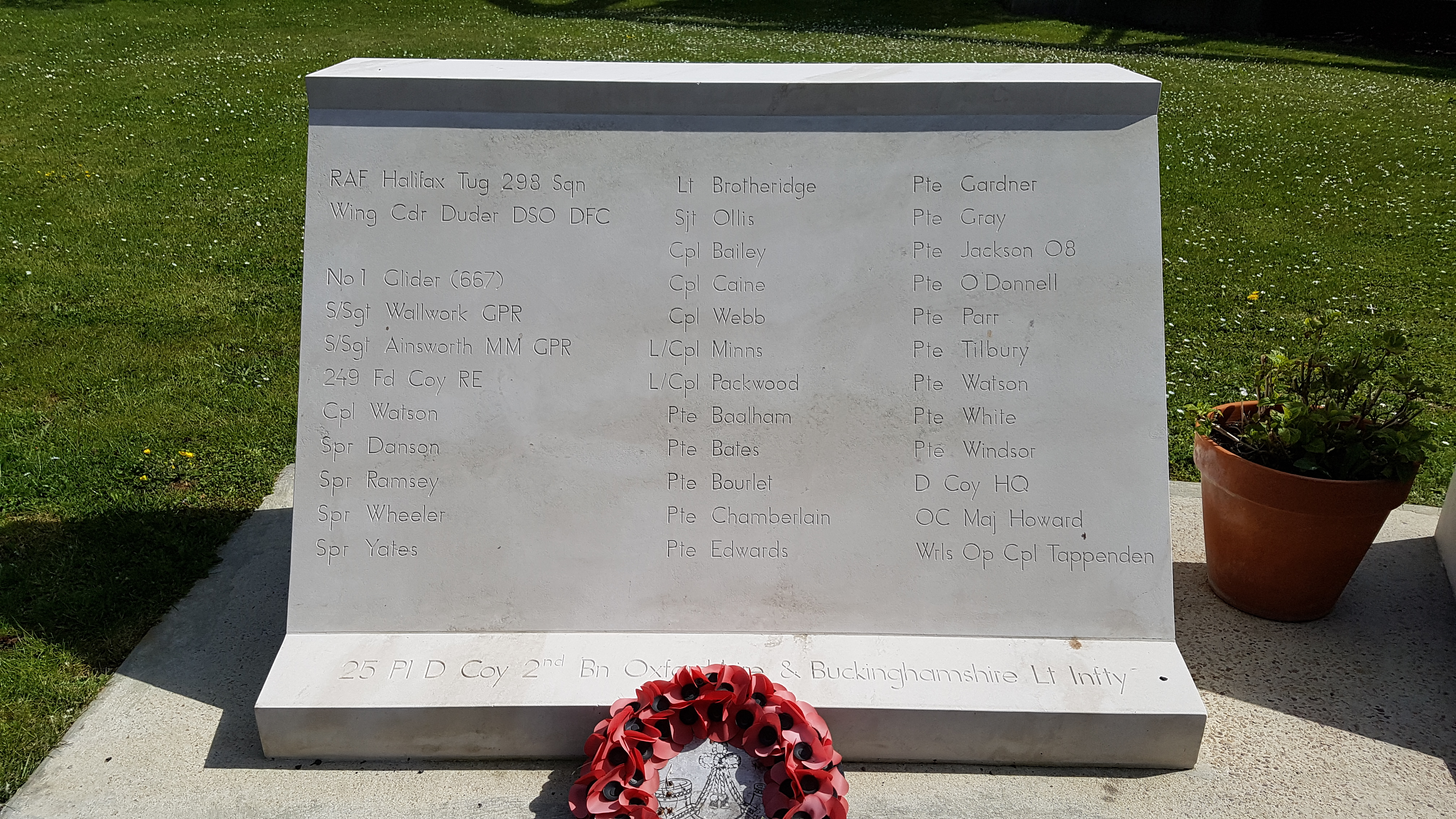
stèle en l'honneur de la section du lieutenant Brotheridge
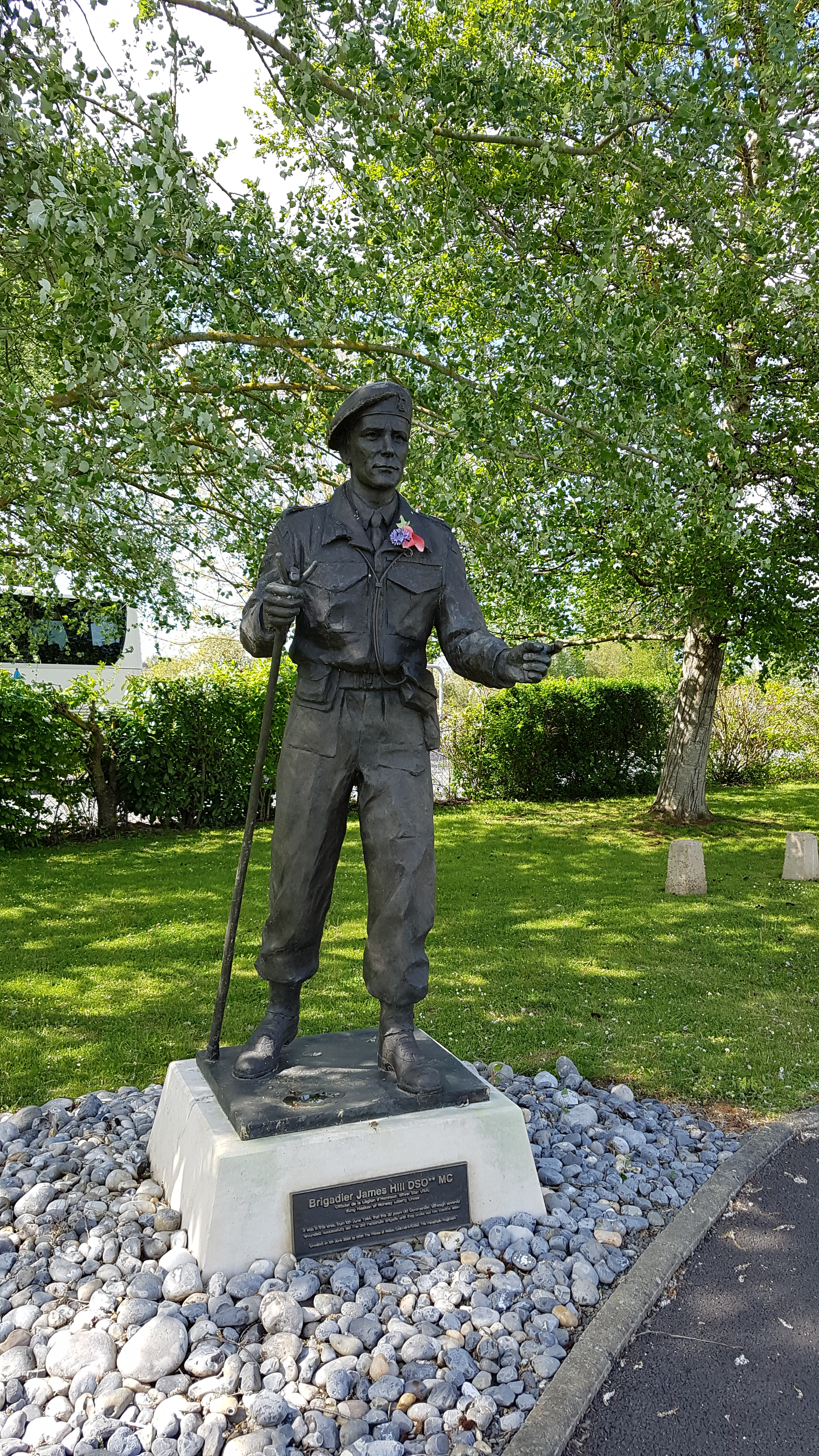
statue du général de brigade James Hill

## Fréquentation
Un record de fréquentation, a été établi en 2014 avec plus de 150 000 visiteurs, l'année du 70e anniversaire du débarquement.
| Année | Fréquentation |
| 2009  | 110378        |
| 2010  | 101779        |
| 2011  | 100 787       |
| 2012  | 91 459        |
| 2013  | 94 535        |
| 2014  | 151 102       |
| 2015  | 116 897       |
| 2016  | 103 017       |
| 2017  | 111 564       |
| 2018  | 110 313       |
| 2019  | 137 235       |
| 2020  | 36 339        |